# Марта Хулия
Марта Хулия Лопес Луна (исп. Martha Julia Lopez Luna, 24 февраля 1973, Кульякан-Росалес Синалоа Мексика) — известная мексиканская актриса, звезда мексиканских теленовелл.

## Биография
Родилась в местечке Кульякан-Росалес (Мексика). Дебютировала в 1995 году в сериале «Самая большая премия» и с тех пор снялась в 21 мексиканском сериале, полнометражных фильмов в её фильмографии нет.
Она не только прекрасная актриса мексиканских теленовелл, но также участница мексиканского реалити-шоу Большой брат (2002-05), в котором она была участницей в мае 2004 года, но быстро проиграла и выбыла из шоу.

### Популярность в зарубежных странах

#### Россия
В России она знаменита благодаря одной роли — Аны Росы из сериала «Мачеха».

#### Турция
В Турции она знаменита благодаря одной роли — Невесты#1 из сериала «Я твоя хозяйка».

### Личная жизнь
Была замужем за известным мексиканским актёром Габриэлем Сотом, родила ему 1 ребёнка, но всё кончилось разводом.

## Фильмография

### Мексика

#### Сериалы

##### Свыше 2-х сезонов
- 1985—2007 — Женщина, случаи из реальной жизни (всего 20 сезонов; Марта Хулия снялась в одном сезоне в 2002 году)
- 2011-по с.д — Как говорится (5 сезонов) — Сильвана.

##### Televisa
- 1995 — Самая большая премия — Консуэло Флорес.
- 1997 — Здоровье, деньги и любовь — Консуэло Флорес де Домингес (продолжение сериала Самая большая премия).
- 2001 — Подруги и соперницы — Маргарита Рейес Ретана.
- 2002-03 — Путь любви — Сандра Иррибарен.
- 2005-07 — Мачеха — Ана Роса Маркес.
- 2007 — Чистая любовь — Исадора Дуарте де Монтальво.
- 2008-09 — Железная душа (2 сезона) — Патрисия «Пати» Хименес де ла Коркуэра.
- 2010 — Девочка моего сердца — Тамара Диес.
- 2010 — Я твоя хозяйка — Невеста#1.
- 2010-11 — Когда я влюблён — Марина Сепульведа.
- 2012 — Для неё я Ева — Саманта.
- 2012-13 — Корона слёз — Флор Ескутия Борболья.
- 2013-14 — Моя любовь навсегда — Габриэла «Габи» Сан Роман.

#### Перу

##### America Television
- 2003-04 — Лусиана и Николас — Лорена Эгускуиса.

#### Венесуэла

##### Univision
- 2006 — Никогда не забуду тебя (совместно с США) — Лукресия Монтеро.

## Телепередачи

### Реалити-шоу
- Большой брат (2004; проигрыш).